# Isoallossazina
L'isoallossazina è un composto organico aromatico eterociclico. Deriva formalmente da un derivato ossigenato della pteridina per aggiunta di un anello benzenico. Costituisce il gruppo base delle flavine.
La allossazina
è la forma tautomera prototropica (trasferimento di un protone o di atomo di idrogeno, accompagnato dallo scambio di un legame covalente singolo con uno doppio adiacente) della isoallossazina.